# Prorok, widzący i objawiciel

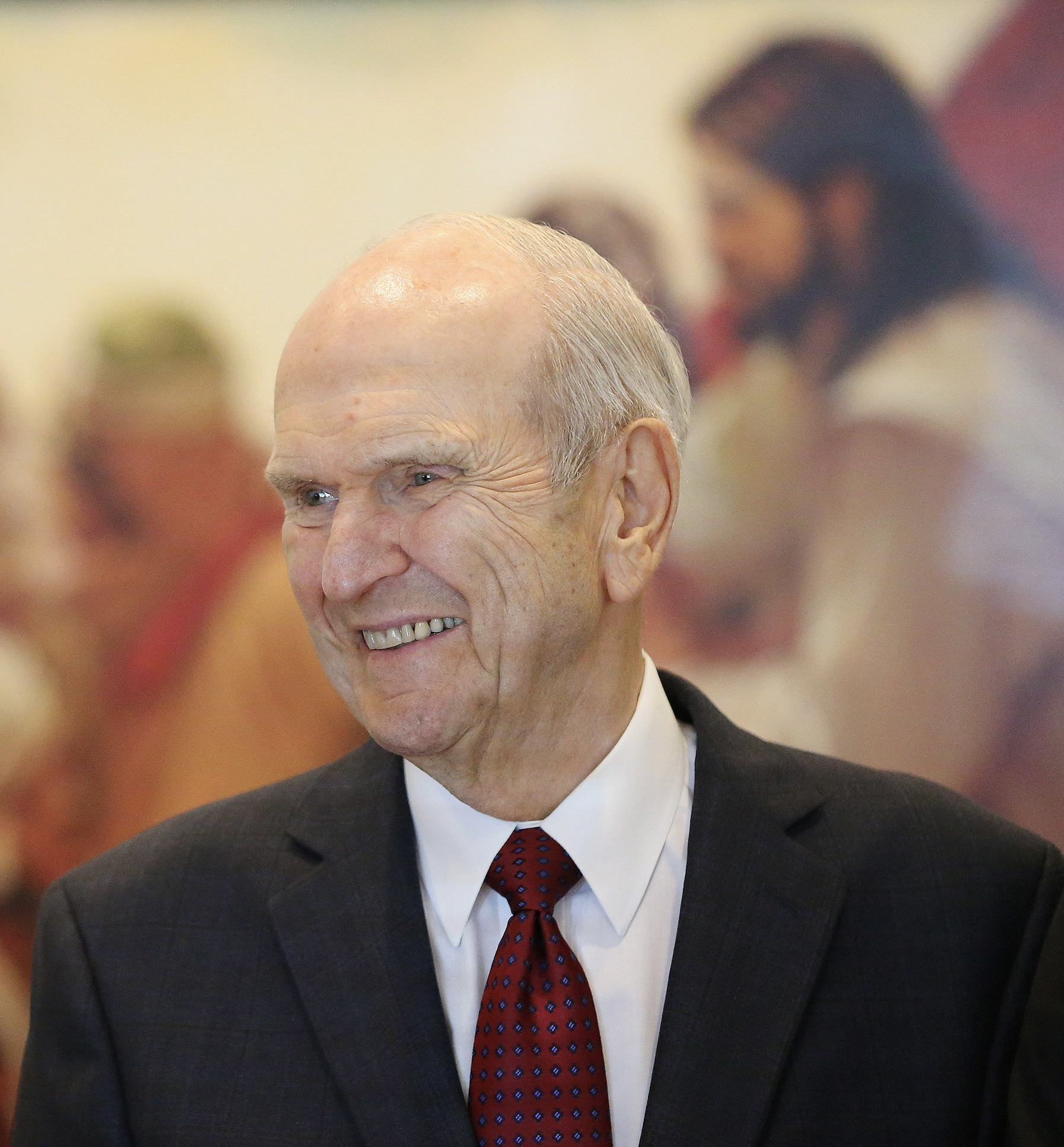
Russell M. Nelson, prezydent Kościoła Jezusa Chrystusa Świętych w Dniach Ostatnich od 2018, popierany przez wiernych jako obecny prorok, widzący i objawiciel.

Prorok, widzący i objawiciel – tytuł kościelny używany w wyznaniach zaliczanych do ruchu świętych w dniach ostatnich. Osadzony w mormońskich pismach świętych, stanowi odzwierciedlenie wiary w ciągłość Bożego objawienia. Przyznawany różnym grupom i jednostkom, najczęściej wiązany jednak z Pierwszym Prezydium oraz Kworum Dwunastu Apostołów Kościoła Jezusa Chrystusa Świętych w Dniach Ostatnich. Jako integralna część mormońskiej historii występuje także w innych denominacjach ruchu świętych w dniach ostatnich.

## Pochodzenie i ewolucja tytułu
Używany był już w początkach mormońskiej historii, tak wobec Josepha Smitha, pierwszego prezydenta, jak i wobec Hyruma Smitha, drugiego przewodniczącego patriarchy Kościoła. Do formalnego użytku wprowadzony został w marcu 1836, podczas ceremonii poświęcenia świątyni w Kirtland. Przez kilka dekad po śmierci Smitha w 1844 był jedynie niezwykle rzadko używany wobec osoby żyjącej. Pierwsza konferencja generalna po wybuchu wojny w Utah poparła Brighama Younga jako proroka, widzącego i objawiciela 6 października 1857. Był to jednak raczej wyjątek wymuszony przez napięcie wojenne, niźli celowe odejście od utartej praktyki. Dopiero od 1872 konferencje generalne Kościoła Jezusa Chrystusa Świętych w Dniach Ostatnich popierają regularnie osoby, którym przydaje się ten właśnie tytuł.
W różnych okresach tytuł ów przysługiwał też dodatkowym osobom, znajdującym się poza wszystkimi wymienionymi wyżej gremiami i stanowiskami. Uznawany bywa za odzwierciedlenie jednej z najbardziej wyróżniających się na tle innych wyznań chrześcijańskich doktryny mormońskiej, mianowicie wiary w ciągłość objawienia.
Jakkolwiek każdy z członów tego wyrażenia ma odrębne, samodzielne znaczenie w mormońskiej teologii, opisywany termin używany jest zwyczajowo w całości. Prorok jest zatem uważany za Bożego rzecznika na ziemi. Widzący posiada szczególny dar duchowego widzenia. Objawiciel natomiast ujawnia, z Bożą pomocą, rzeczy wcześniej nieznane.
Tytuł proroka, widzącego i objawiciela osadzony jest w pismach świętych wchodzących w skład kanonu tej tradycji religijnej, mianowicie w Księdze Mormona oraz w Naukach i Przymierzach. Wskazuje się przy tym na jego konotacje biblijne. W literaturze nie brakuje też prób jego powiązania z praktykami magicznymi, pod wpływem których wykształcił się mormonizm w swojej najwcześniejszej formie.

## W Kościele Jezusa Chrystusa Świętych w Dniach Ostatnich
We współczesnym Kościele Jezusa Chrystusa Świętych w Dniach Ostatnich używany jest w odniesieniu do posiadających kapłaństwo Melchizedeka mężczyzn dzierżących wszystkie klucze kapłaństwa, wyświęconych i ustanowionych na urzędzie apostoła. Zazwyczaj używa się go zarówno wobec członków Pierwszego Prezydium, jak i Kworum Dwunastu Apostołów. Wszyscy noszący ten tytuł przywódcy są popierani przez wiernych w akcie publicznego głosowania, jako kierujący Kościołem na mocy Bożego objawienia. Niemniej jedynie prezydentowi Kościoła przysługuje czynne użycie wszelkich kluczy związanych z tym tytułem. Poza podkreśleniem wagi objawień niesie ze sobą również sugerowaną zdolność widzenia rzeczy, tak przyszłych, jak i tych, które wydarzyły się w przeszłości. Zawiera też w sobie odkrywanie nieznanych dotąd prawd bądź też zdolność do ukazania znanych już prawd w inny, nowy sposób, dostosowany do potrzeb i sytuacji. Obdarzonych nim przywódców uznaje się za posiadających szczególny dar o charakterze duchowym. Daje im to możliwość ogłaszania doktryny w stopniu niedostępnym dla innych mormońskich liderów. Łączy ich także z całą wspólnotą wiernych w wyjątkowy sposób. Nie daje przy tym żadnemu z nich indywidualnie prawa do znaczącej modyfikacji mormońskich wierzeń.

## W innych denominacjach ruchu świętych w dniach ostatnich
Jako integralna część historii mormonizmu tytuł ten przewija się w różnych organizmach religijnych wywodzących swój rodowód od Josepha Smitha. Wykorzystywany był we współcześnie już nieistniejącym Kościele Chrystusa, kierowanym pierwotnie przez Davida Whitmera, jednego z tak zwanych trzech świadków Księgi Mormona. Używano go również w odniesieniu do Alpheusa Cutlera, głowy innego odłamu mormońskiego, potocznie nazywanego kutlerytami. Specyficzna struktura organizacyjna stworzona przez Cutlera i jego zwolenników, odmienna od przyjętych w mormonizmie wzorców, powoduje wszelako, iż umocowanie samego tytułu w kutleryckim Kościele Chrystusa jest niejasne.
Występuje on też w Społeczności Chrystusa, do 2001 znanej jako Zreorganizowany Kościół Jezusa Chrystusa Świętych w Dniach Ostatnich. Przywódcy tej wspólnoty religijnej wyrażają jednak niekiedy wobec niego pewien sceptycyzm. Wskazują, iż może się on kojarzyć z magią i folklorem i że jako taki nie służy dobrze wizerunkowi Kościoła. Występuje jednocześnie w rozlicznych grupach łączonych z mormońskim fundamentalizmem, w tym w Prawdziwym i Żywym Kościele Jezusa Chrystusa Świętych w Dniach Końca oraz w Fundamentalistycznym Kościele Jezusa Chrystusa Świętych w Dniach Ostatnich.